# Panamá nos Jogos Olímpicos de Verão de 1964
O Panamá participou dos Jogos Olímpicos de Verão de 1964 na cidade de Tóquio, no Japão. Nessa edição dos jogos o país não teve medalhistas.